# Autoroute A29 (Grèce)
Pour les articles homonymes, voir A24 et Autoroute A24.
L'autoroute A29 (en grec moderne : Αυτοκινητόδρομος 29, Aftokinitódromos 29) est une autoroute du nord-ouest de la Grèce.

## Situation
L'autoroute A29 est un embranchement de l'autoroute A2 (Egnatia Odos), la reliant à la ville de Kastoriá et au poste frontière entre la Grèce et l'Albanie de Krystallopigí.
Elle suit la route nationale 15 (en) de Siátista au village de Koromiliá, situé à l'ouest de Kastoriá.
Elle fait partie (en tant que branche secondaire) du corridor paneuropéen VIII.

## Tracé
| Km    | Agglomérations lieux | Carte interactive |
| ----- | -------------------- | ----------------- |
| 0 km  | Krystallopigí        |                   |
|       | Ieropigí             |                   |
|       | Koromiliá            |                   |
|       | Kastoriá             |                   |
|       | Árgos Orestikó       |                   |
|       | Vogatsikó            |                   |
|       | Neápoli              |                   |
|       | (el)                 |                   |
| 82 km | Siátista             |                   |

## Galerie

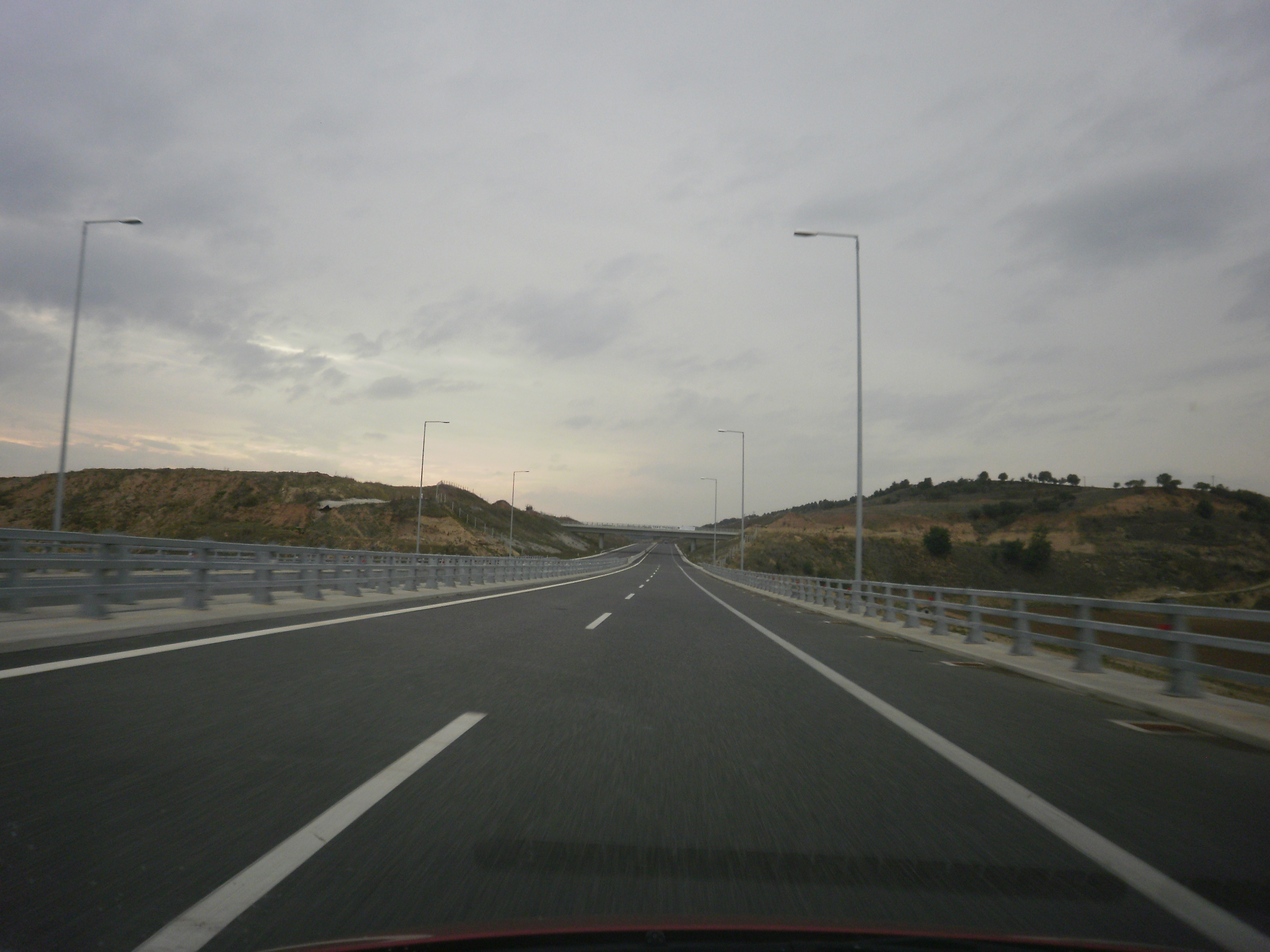
Autoroute A29 entre Mikrókastro (el) et Neápoli.